# Kontorhaus

Das erste Kontorhaus in Hamburg: der Dovenhof

Ein Kontorhaus ist ein Gebäudetyp, der vom ausgehenden 19. Jahrhundert bis etwa zum Beginn des Zweiten Weltkrieges nach nordamerikanischem Vorbild für die ausschließliche Unterbringung von Büroräumen für (Handels-)Unternehmen entworfen und gebaut wurde. Der Schwerpunkt der Verbreitung liegt in den norddeutschen Hafenstädten, insbesondere in Hamburg, wo rund 250 Kontorhäuser den Krieg überstanden. Das dortige Kontorhausviertel wurde 2015 als UNESCO-Weltkulturerbe anerkannt.
Der Name Kontorhaus leitet sich vom Begriff Kontor ab, der traditionell sowohl das Schreib- und Arbeitszimmer des Kaufmanns als auch die größeren Niederlassungen der Hanse im Ausland bezeichnete.

## Abgrenzung und Typologie
Das idealtypische Kontorhaus ist ein reines Bürogebäude, mit dem das Arbeiten vom Wohnen und von der Warenlagerung getrennt wurde. Es gab aber – vor allem in der Frühphase bis etwa 1900 – auch Mischformen von Wohn- und Büronutzungen sowie Kontorhäuser mit Lager- und Werkstattflächen. Bei letzteren ist der Übergang zum „Industriehaus“ bzw. zur „Mietfabrik“ fließend.
Typischerweise wurden Kontorhäuser nicht für die Nutzung durch eine einzelne Firma oder die Verwaltung eines Konzerns konzipiert, sondern sollten von vornherein an zahlreiche Mieter vermietet werden. Der Bau erfolgte in der Regel als Renditeobjekt. Auch hier gab es jedoch Mischformen, bei denen ein Gebäude vorrangig für eine Firma errichtet und nur zum Teil an weitere Nutzer vermietet wurde, wie z. B. beim Afrikahaus oder beim Laeiszhof. Konstruktiv unterscheiden sich diese Varianten aber nicht; beide zeichnen sich durch eine größtmögliche Flexibilität in der Raumaufteilung aus, um den Bedürfnissen der Mieter entgegenzukommen.

## Geschichte
In den USA war der Bautyp schon in der Mitte des 19. Jahrhunderts bekannt, wurde aber gegen Ende des 19. Jahrhunderts wegen knapper und teurer Grundstücke zunächst in Chicago, später auch in New York zunehmend durch Wolkenkratzer ersetzt.
Als erstes Kontorhaus in Deutschland entstand 1885/86 in Hamburg der Dovenhof von Martin Haller, der als Prototyp dieser Gebäudeart gilt. Obwohl auch andernorts vereinzelt Kontorhäuser entstanden, entwickelte sich Hamburg zum deutschen Zentrum dieses markanten Bautyps. Kontorhäuser setzten sich hier schon bald als architektonisches Erfolgsmodell durch, von denen in schneller Folge Hunderte entstanden, zunächst am Hafenrand, später auf den Flächen der einstigen Gängeviertel. Begünstigt wurde diese Entwicklung durch den Bau der Speicherstadt, die Lagerflächen in großem Umfang bereithielt, und die großflächige Altstadtsanierung nach der Choleraepidemie von 1892, die beide die monofunktionale Citybildung vorantrieben.

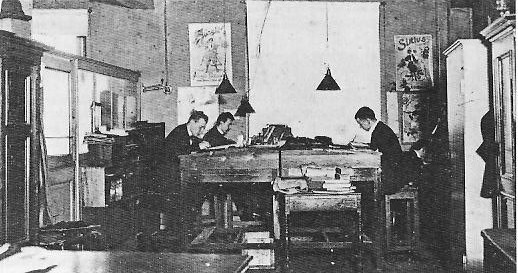
Commis bei der Arbeit

Um 1910 war der Gebäudetyp ausgereift, in den 1920er-Jahren entstand sogar ein einzigartiges Kontorhausviertel. Eines der zuletzt gebauten Kontorhäuser war 1938 das Pressehaus am Speersort. Die Luftangriffe im Zweiten Weltkrieg überstanden etwa 250 Gebäude dieser Art entweder weitgehend unbeschädigt oder wurden nach dem Krieg wieder aufgebaut.

## Bauweise

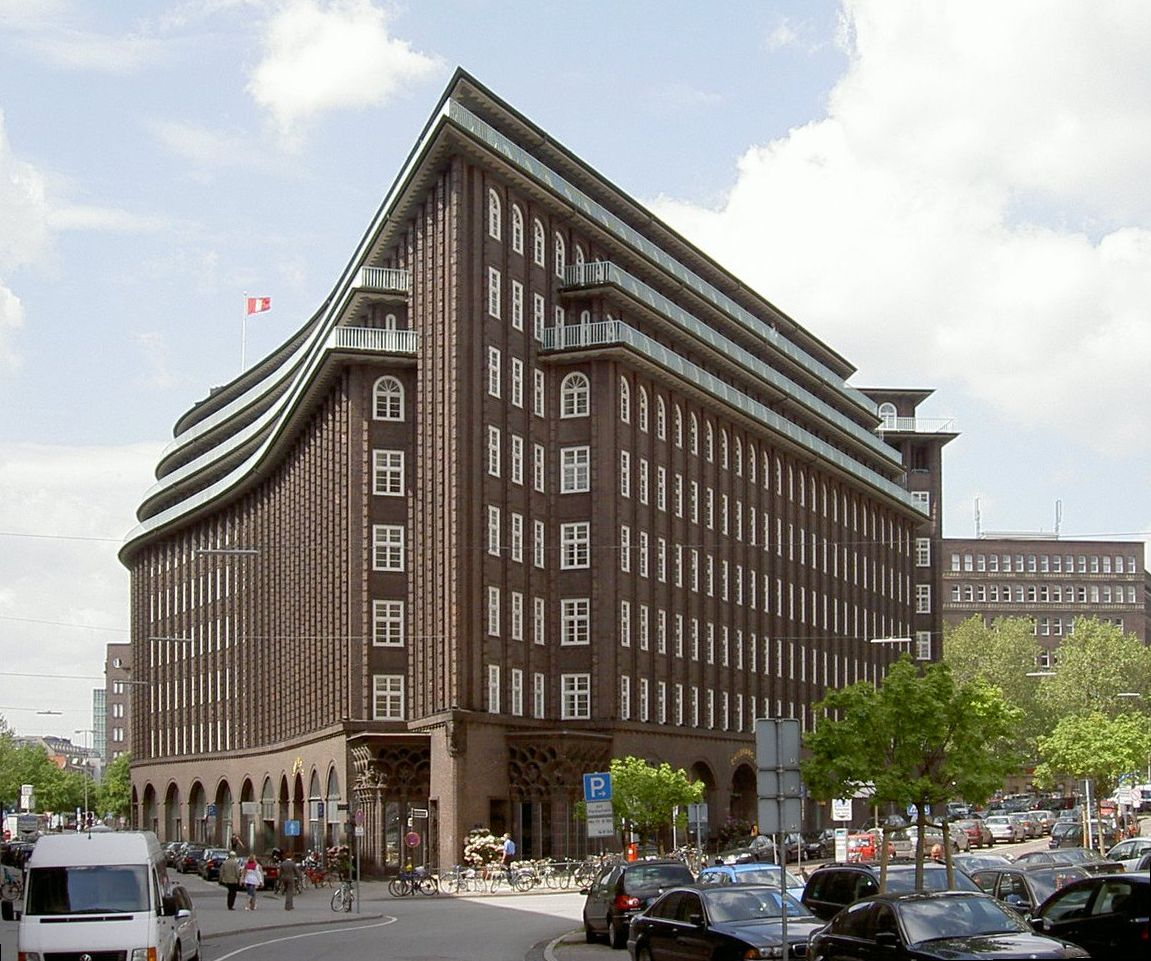
Das Chilehaus weist die typische Bauweise auf

Ein Kontorhaus zeichnet sich äußerlich im Wesentlichen durch einen regelmäßigen Grundriss und zumeist etwa fünf bis sieben Geschosse aus. Obere Geschosse schließen häufig nicht mit der übrigen Fassade der unteren Geschosse ab, sondern sind treppenförmig zurückversetzt (Staffelgeschoss). Dadurch wird insbesondere an schmaleren Straßen eine optische Aufweitung nach oben erzielt.
Die Fassadengliederung ist funktionsbestimmt: Stahl- und Betonbau erlauben die Konstruktion tragender Außenwände als Pfeilersystem, das eine optimale Raumvariation und -belichtung gewährleistet. Die Außenwände sind darüber hinaus gleichmäßig in Fensterflächen aufgelöst und bis zum Ersten Weltkrieg zumeist mit Werkstein verkleidet, später verklinkert. Durch den Verzicht auf tragende Wände im Inneren können die sich einmietenden Unternehmen je nach Anzahl und Bedürfnis die Geschosse frei einteilen, ohne an bestimmte Raumgrößen und -formen gebunden zu sein.
Die Verbindung zwischen den Geschossen übernahmen zumeist Paternoster, die in Hamburg erstmals auf dem europäischen Kontinent zum Einsatz kamen. Auch Innenhöfe sind – bei entsprechend wuchtigen Baukörpern – oft ein typisches Merkmal. Weitere technische Neuerungen der Kontorhäuser waren Zentralheizungen, Telefon- und Rohrpostanlagen sowie zentralisierte Sanitärbereiche. Die Fassaden und Foyers sind als Gebäudeschmuck je nach Zeitgeschmack zumeist in der Art der Neorenaissance, des Jugendstils, des Expressionismus oder der Reformarchitektur gestaltet.